# Emilio Held Winkler
Emilio Held Winkler (Los Bajos, Puerto Octay, 17 de julio de 1898-Puerto Varas, 7 de julio de 1996) fue un historiador, genealogista, agricultor y político chileno, de origen alemán, recordado por sus contribuciones al conocimiento de la historia de la inmigración alemana hacia Chile, temática sobre la que publicó numerosas obras, reuniendo la más completa colección de documentos y libros que serían la base de la biblioteca y archivo que lleva su nombre. Fue además uno de los precursores y primer alcalde de la comuna de Purranque, en la Región de Los Lagos.

## Legado
Producto de sus largos años de investigación logró reunir la mayor colección de documentos y libros referentes a la inmigración alemana en Chile, como de los procesos de colonización de las zonas sur-australes del país, principalmente en la cuenca del lago Llanquihue, los que donó a la Liga Chileno-alemana en Santiago de Chile, donación que sirvió como precursora y de base para la actual colección de títulos y ejemplares de distinto tipo que forman la Biblioteca y Archivo Histórico Emilio Held Winkler, que en la actualidad incluyen libros, planos, periódicos, boletines, revistas y otros impresos, manuscritos, cartas, tarjetas postales, fotografías, filmaciones, actas y otros documentos que tienen alguna vinculación con los inmigrantes alemanes llegados al territorio chileno: desde la época del Descubrimiento y Conquista de Chile, pasando por todo el periodo del Chile colonial, así como también con posterioridad a la independencia, sobre las grandes oleadas migratorias de origen germánico durante los siglos XIX y XX, siendo todos estos recursos utilizados como fuente primaria para investigadores y académicos en distintas áreas del conocimiento en el país.

## Obras
- Documentos sobre la colonización del sur de Chile (1970)
- Cien años de navegación en el lago Llanquihue : 1852-1952 (1981)
- Crónica de las primeras escuelas fundadas por los colonos alemanes en la colonia de Llanquihue (1986)
- Ensayo histórico de la comuna de Puerto Octay (1986)
- Cementerios de la época de la colonización alemana en la zona de Llanquihue (1986)
- Familia Held : radicación de Gottfried Held y familia en la colonia del Lago Llanquihue : antepasados en Alemania y descendientes en Chile (1993)